# Минангкабау (народ)

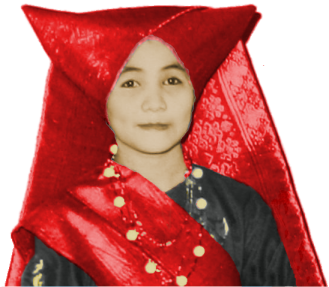
Женщина в традиционной одежде

Область расселения народа минангкабау на острове Суматра

Минангкабау (малайск. Minanagkabau, джави:ميناڠكاباو), минангкабоу (индон. Minangkabau) — народная этимология — «победить буйвола»; научная от pinang kabu — «родная земля»; самоназвание — «уранг паданг» (мин. Urang Minang) — народность, населяющая Падангское нагорье и примыкающие к нему районы Западной и Центральной Суматры, также расселившаяся в других районах Индонезии. Потомки переселенцев составляют основное население штата Негри-Сембилан в Малайзии. Население живёт в деревнях, крупнейшие города — Паданг, Паканбару, Букиттинги, Савахлунто. Язык близок к малайскому, с конца XIX века пользуются латинским алфавитом, до этого был распространён арабский алфавит. Общая численность — около 7 млн, из них более 4 млн проживает в западной части Суматры.
Происхождение названия минангкабау местная легенда объясняет следующим образом: когда в конце XIII века в стране появились яванские войска из Сингосари, старейшины предложили решить борьбу единоборством буйволов. Яванцы выставили могучего взрослого буйвола карбау, а минангкабау — небольшого телёнка, которого долго не кормили, а к его рожкам привязали длинные острые ножи. Увидев буйвола, телёнок бросился искать вымя и пропорол живот, отсюда и название «минанг кабау» — победить буйвола, превратившиеся в минангкабау.

## Основные занятия

### Сельское хозяйство
Народ древней землевладельческой культуры, основанной на рисосеянии. Процесс выращивания — обычный для индонезийцев, для обработки почвы используют стадо буйволов или быков, перегоняя по полю с места на место. Пропалывают посевы женщины. Для уборки урожая объединяется группа родственников, потом хозяева организовывают праздник для участвующих в уборке.
На ладангах сажают суходольный рис, просо, сахарный тростник, бобовые, кукурузу и табак, некоторые огородные культуры — батат, капусту, лук, помидоры, огурцы, тыкву, баклажаны, земляной орех. Ладанг устраивают подсечно-огневым способом.
Широко распространено разведение плодов, банановые, кокосовые, манговые рощи, сады кофейных, перечных и коричных деревьев, посадки бетелевой пальмы и гамбира. Экспортные культуры — кофе, табак и гвоздика, каучуконосы и масличные культуры.

### Животноводство
Основные домашние животные — быки и буйволы, лошади, мелкий скот — козы; разводят кур, гусей и уток. На побережье занимаются морским рыболовством, также ловят в реках, ручьях, озёрах; кроме рыбы, ловят крабов, креветок и моллюсков. Ловят с помощью сети, верши, удочки. Раньше применялись перегораживание рек, одурманивание растительным ядом, сейчас это запрещено. Охота играет незначительную роль, лишь на севере и юго-востоке, в районе джунглей. Охота на диких свиней с собаками, на оленей и тигров, с применением бамбуковых загонов, ловушек, ловчих ям; распространён сбор мёда диких пчёл.

### Ремёсла
Высоко развиты ремесла. Прядение, ткачество, выделка золотой и серебряной парчи, занятия женщин. Окрашивание пряжи, плетение кружев и вышивка золотой нитью.
Работа по металлу — кузнечество, литьё, чеканка, ювелирное дело — традиционные ремёсла минангкебау. Повсеместно распространено плетение, почти в каждом селении женщины сами делают посуду, развиты мужские ремёсла — выделка кож, витьё верёвок, добывание золота старательским способом. Приготовление пальмового масла, обработка табака, варка тростника и пальмового сахара, обжиг извести — занятие обоих полов.

### Промышленность
Промышленность западного побережья Суматры связана с обработкой рудного и сельскохозяйственного сырья, производством строительных материалов. С 1986 в районе Сахалунто начата добыча угля.
Происходит постоянный обмен товарами между общинами.

## Поселение и жилища

Традиционный дом минангкабау

Обычное название деревни — «кото». Существуют временные поселения для работающих — «тарата». Обычная деревня состоит из нескольких кварталов, населённых сородичами, вся деревня окружена рвом. Разрастаясь, кото выходит за границы и получает название «нагари», где существуют общественные здания, которые формируются возле базарной площади.
Всем постройкам присущи особые черты. Дом каркасный, прямоугольный, до 2 м в высоту. Дома богатых людей ярко окрашены в красный или белый, чёрный цвета. Основная мебель — циновки и низкие столики, обычная утварь — глиняные горшки, металлическая посуда, сундуки с одеждой.
Наиболее крупные города, в которых минангкабау составляют абсолютное или относительное большинство населения — Паданг, Паканбару, Букиттинги.

## Пища
Основная пища — рис, а также рыба, мясо, фрукты. Кислое молоко буйволиц, сдобренное солью с луком, служит приправой к рису, употребляют в пищу также кузнечиков, летучих муравьёв. Праздничное лакомство — жареная курица, утка, голубь, яйца кур и уток. Жуют бетель, курят только мужчины, алкоголь пьют мало, только раги — вид рисовой водки или туак — перебродивший пальмовый сок. Пищу раскладывают на пальмовых листьях.

## Одежда
Мужчины обычно носят штаны до колен или саронг. Повседневная одежда — куртка, платок через левое плечо, головной убор дета — кусок узорчатой ткани. Обувь для чиновников и интеллигенции, волосы мужчины коротко стригут. Хаджи поверх длинной нижней одежды белого цвета надевают белое одеяние с глухим воротом, носят тюрбан.
Женская одежда — каин или саронг, кофта баджу и наплечный платок -саландданг. Волосы укладывают в затылок или в узел. Носят браслеты, кольца, металлические пластинки, носят коробочки и сумочки для бетеля. До XIX века был распространён обычай подпиливания и чернения зубов.

## Общественный строй
Основа социальной культуры — автономная деревенская община — нагари. Каждый житель нагари имеет права на подъём целины, но с разрешением совета нагари, земля внутри общины распределяется внутри кровнородственных коллективов. Нагари управляет выборный совет, совет возглавляет вали нагари, все они получают плату от общины. Обычно вали самые богатые в общине.
В социальной организации минангкабау прослеживается материнскородовая структура, организация брачных поселений — матрилокально, всё население нагари принадлежит к одному из четырёх суку — разросшихся материнских родов, происходящих от легендарных прародительниц. Суку и его подразделения — кампуэнг имеют свои должности — старейшина, советники по религиозным и адатным делам.
Дальнейшее подразделение кэмпунга — сабуах паруи или паруи — группа, насчитывающая пять поколений от женской линии от реальной прародительницы. Кэмпунг является основной сельскохозяйственной единицей внутри общины и представляет собой вместе с мужьями большую матрилинейную семью. Она распадается на джураи, включающие три-четыре поколения. Последняя группа — самандай, то есть мать со своими детьми.
Важные вопросы жизни джураи обычно обсуждают на семейном совете, который состоит из всех взрослых членов семьи.
Одним из основных правил жизни в родовых группах и во всей общине является принцип взаимопомощи, оказываемый по родовому признаку.

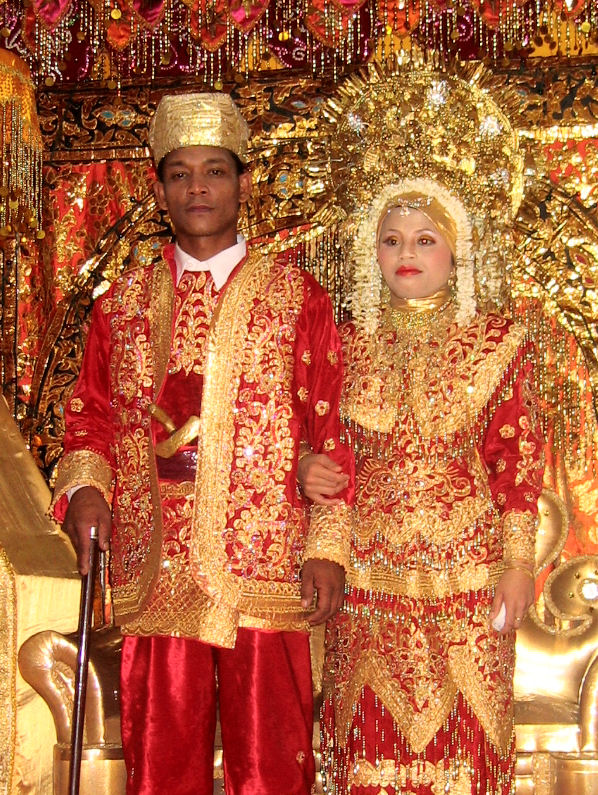
Свадьба Минангкабау.

## Брак и семья
Предложение о браке исходит от семьи невесты, распространены сорорат и левират, обручение может происходить в детском возрасте.
Предсвадебные церемонии совершает имам. Последний день самый торжественный, в доме невесты собираются все родственники, забивают для угощения буйвола. Самый торжественный момент — молодые едят пищу с одного блюда, их обсыпают рисом в знак пожелания многодетности.
Мужчина после брака проводит ночи в доме жены, но связь мужчины со своими кровными родственниками очень близка, так как у него большие обязанности по отношению к племянникам. В случае развода дети остаются с матерью, имущество делят.
Роды происходят в передней общей комнате, откуда удаляют всех мужчин, голову новорождённого бреют, оставляя пучок волос, считается, что он охраняет ребёнка от злых духов. Обрезание (sunat rasul) мальчикам делают не ранее 10 лет. В 15 лет мальчик становится совершеннолетним и получает право жениться.
В случае смерти родственники умершего со стороны матери обмывают тело, обматывают в белую ткань и кладут рядом ценные вещи.
Кладбище устраивают возле деревни, каждый суку имеет свой собственный участок.
Терминология родства — малайского типа, распространён запрет личного имени.

## Верования
Среди минангкабау много мусульман. Во главе мусульман нагари стоит кади. Имам следит за мечетью, хатиб произносит проповеди, билал призывает к молитве, гарим прислуживает в мечети, все они живут на пожертвования.
Однако под оболочкой мусульманской религии у минангкабау ещё сохраняются древние верования, смешанные с индуистскими влияниями. Большую роль в прошлом играла магия, сохраняющаяся в деревнях и сейчас, все действия совершает дукун. Существует вера в оборотней и перевоплощение.

## Фольклор и литература
Устная и письменная литература очень богата (сказки о животных, лирические пантуны, загадки). Большую популярность имеют минангкабауские каба — крупные произведения героико-приключенческого плана, истории о возникновении отдельных нагари с вкраплениями индийского эпоса и арабской литературы.
В новейшее время известны такие писатели как Абдул Муис — основоположник индонезийского романа, Марах Русли, Мохаммад Раджаб — писатель, историк и общественный деятель, Асрул Сани — по происхождению минангкабау.

## Музыка, танцы и игры

Танец с тарелками (Паданг, 2012)

На народных праздниках часто произносят речитативом предания, из музыкальных инструментов наиболее известные — тамбурин, барабаны, свирели, бамбуковые флейты (saluang).
Многообразно танцевальное искусство, в древние времена танцевали только мужчины, сейчас и женщины. На праздниках женщины танцуют изящный танец с тарелочками с горящими свечами. Популярны танцы с лампами, колокольчиками, привязанными к ногам.
Широко распространены игры — петушиные бои, бой голубей и перепелов, карточные игры, игра в мяч, сплетённый из ротана, играют в шахматы и шашки.